# Prismatomeris obtusifolia
Prismatomeris obtusifolia är en måreväxtart som beskrevs av Elmer Drew Merrill. Prismatomeris obtusifolia ingår i släktet Prismatomeris och familjen måreväxter. Inga underarter finns listade i Catalogue of Life.